# Настуев, Абдуллах Батиевич
Абдуллах Батиевич Настуев (карач.-балк. Настуланы Батини жашы Абдуллах (1882 — ?) — балкарский коммунист, активный участник строительства Советской власти на Северном Кавказе. Награжден Орденом Ленина (1936). Животновод, заведующий конетоварной фермой колхоза «Нижняя Балкария».

## Биография
- 1918—1921 — участник гражданской войны
- с 1922 — животновод
- Награжден Орденом Ленина (1936). Награду вручил Калинин, Михаил Иванович

## Семья
- Настуев Бати Орузмекович — отец, крепостной князей Биевых, эфенди
- Настуев, Юсуф Батиевич — сводный брат, заместитель Народного комиссара внутренних дел Горской Республики
- Хусейн (1895 — 11.01.1940) — брат, революционер, заместитель председателя президиума Верховного Совета КБАССР. Арестован 15 ноября 1938 года по обвинению в контрреволюционной деятельности. Умер в Лефортовской тюрьме.
- Ахмат Настуев (1910 — 13.07.1935) — брат, секретарь Карачаевского обкома ВЛКСМ, похоронен рядом с Юсуфом.
- Жагафар (1907—1919) — брат, расстрелян белогвардейцами
- Магомед — брат, работал в милиции
- Шарабудин — сын.